# Список объектов всемирного наследия ЮНЕСКО в Нидерландах
В списке Всеми́рного насле́дия ЮНЕ́СКО в Короле́встве Нидерла́ндов значится 10 наименований (на 2014 год), это составляет 0,7 % от общего числа (1248 на 2025 год). 9 объектов включены в список по культурным критериям, причём 3 из них признаны шедеврами человеческого гения (критерий i), а оставшийся 1 объект включён по природным критериям. Кроме этого, по состоянию на 2014 год, 9 объектов на территории Нидерландов находятся в числе кандидатов на включение в список всемирного наследия. Королевство Нидерландов ратифицировало Конвенцию об охране всемирного культурного и природного наследия 26 августа 1992 года. Первые объекты, находящиеся на территории Нидерландов, были занесены в список в 1995 году на 19-й сессии Комитета всемирного наследия ЮНЕСКО.

## Список
В данной таблице объекты расположены в хронологическом порядке их добавления в список всемирного наследия ЮНЕСКО.
| #  | Изображение | Название | Местоположение                                                              | Время создания | Год внесения в список | №    | Критерии    |
| -- | ----------- | --- | --------------------------------------------------------------------------- | -------------- | --------------------- | ---- | ----------- |
| 1  |             | Схокланд и окрестности (нидерл. Schokland en omgeving)                                                                                   | Ближайший город: Кампен Провинция: Флеволанд                                | С XV века      | 1995                  | 739  | iii, v      |
| 2  |             | Система оборонительных сооружений города Амстердам (нидерл. Stelling van Amsterdam)                                                      | Город: Амстердам Провинция: Северная Голландия                              | 1880—1920      | 1996                  | 759  | ii, iv, v   |
| 3  |             | Внутренний город и гавань Виллемстада (нидерл. Historisch gebied van Willemstad, binnenstad en haven)                                    | Город: Виллемстад Субъект федерации (остров): Кюрасао                       | 1634           | 1997                  | 819  | ii, iv, v   |
| 4  |             | Ветряные мельницы в районе Киндердейк-Элсхаут (нидерл. Molens bij Kinderdijk-Elshout)                                                    | Ближайший город: Роттердам Провинция: Южная Голландия                       | С 1740 года    | 1997                  | 818  | i, ii, iv   |
| 5  |             | Паровая насосная станция Вауда (нидерл. Ir. D.F. Woudagemaal)                                                                            | Ближайший город: Леммер Провинция: Фрисландия                               | 1920           | 1998                  | 867  | i, ii, iv   |
| 6  |             | Польдер Бемстер (нидерл. Doogmakerij de Beemster)                                                                                        | Провинция: Северная Голландия                                               | 1609—1612      | 1999                  | 899  | i, ii, iv   |
| 7  |             | Дом Шрёдер (нидерл. Rietveld Schröderhuis)                                                                                               | Город: Утрехт Провинция: Утрехт                                             | 1924           | 2000                  | 965  | i, ii       |
| 8  |             | Ваттовое море (нидерл. Waddenzee) | Провинции: Северная Голландия, Фрисландия (Совместно с Германией , Данией ) | —              | 2009, 2014            | 1314 | viii, ix, x |
| 9  |             | Концентрические каналы XVII века в квартале Сингелграхт (нидерл. Zeventiende-eeuwse grachtengordel van Amsterdam binnen de Singelgracht) | Город: Амстердам Провинция: Северная Голландия                              | XVII век       | 2010                  | 1349 | i, ii, iv   |
| 10 |             | Фабрика Ван Нелле (нидерл. Van Nellefabriek)                                                                                             | Город: Роттердам Провинция: Южная Голландия                                 | 1927—1929      | 2014                  | 1441 | ii, iv      |

## Предварительный список
В таблице объекты расположены в порядке их добавления в предварительный список. В данном списке указаны объекты, предложенные правительством Нидерландов в качестве кандидатов на занесение в список всемирного наследия.
| # | Изображение | Название | Местоположение                                                           | Время создания | Год внесения в список | №    | Критерии      |
| - | ----------- | --- | ------------------------------------------------------------------------ | -------------- | --------------------- | ---- | ------------- |
| 1 |             | Морской парк Бонайре (англ. Bonaire National Marine Park) | Особая община: Бонайре Островное владение: Бонайре, Синт-Эстатиус и Саба | —              | 2011                  | 5627 | vii, ix       |
| 2 |             | Остров Саба (нидерл. Saba) | Особая община: Саба Островное владение: Бонайре, Синт-Эстатиус и Саба    | —              | 2011                  | 5628 | iii, iv, v, x |
| 3 |             | Планетарий Эйсе Эйсинги (нидерл. Koninklijk Eise Eisinga Planetarium) | Город: Франекер Провинция: Фрисландия                                    | XVIII век      | 2011                  | 5629 | i, ii, iv     |
| 4 |             | Система оборонительных сооружений Новая голландская водная линия (нидерл. Nieuwe Hollandse Waterlinie) | Провинции: Южная Голландия, Северная Голландия, Утрехт                   | XIX — XX век   | 2011                  | 5631 | ii, iv, v     |
| 5 |             | Плантации западного Кюросао (нидерл. Plantagehuis) | Государственное образование: Кюрасао                                     | XVII—XX века   | 2011                  | 5632 | ii, iv, v     |
| 6 |             | Санаторий и наркологическая клиника «Зоннестрал» (нидерл. Voormalige Nazorgkolonie en Sanatorium «Zonnestraal») | Город: Хилверсюм Провинция: Северная Голландия                           | 1928—1929      | 2011                  | 5633 | i, ii, iv     |
| 7 |             | Музей Тейлора (нидерл. Teylers Museum) | Город: Харлем Провинция: Северная Голландия                              | XVIII век      | 2011                  | 5634 | i, ii, iv     |
| 8 |             | Расширение: Укреплённые рубежи Римской империи (нидерл. Grenzen van het Romeinse Rijk) | Провинции: Южная голландия, Утрехт, Гелдерланд                           | —              | 2011                  | 5636 | ii, iii, iv   |
| 9 |             | Поселения «Общества добродетели» (нидерл. Koloniën van Weldadigheid) а) школа садоводства во Фредериксорде б) школа в Вилхелминаорде в) церковь в Виллемсорде г) кладбище в Оммерсхансе д) «второе общество» в Венхёйзене | Провинции: Дренте, Оверэйссел, Фрисландия (совместно с Бельгией)         | 1818—1825      | 2015                  | 6069 | v, vi         |